# باشگاه ورزشی نئوم
باشگاه ورزشی نئوم (انگلیسی: Neom SC) یک باشگاه فوتبال مستقر در تبوک، عربستان سعودی است که در حال حاضر در  لیگ دسته اول فوتبال عربستان سعودی، دومین سطح لیگ فوتبال در این کشور به فعالیت می‌پردازد.
مطابق با برنامه‌ریزی اعلام شده، در آینده این باشگاه به شهر نئوم انتقال خواهد یافت.